# Nongo-Souala
Nongo-Souala, o anche Nongon Souala, è un comune rurale del Mali facente parte del circondario di Sikasso, nella regione omonima.
Il comune è composto da 4 nuclei abitati:
- Bouna
- Fourouma
- Mamarasso
- Nongo-Souala